# Anne-Marie Lizin
Anne-Marie Vanderspeeten, cuyo nombre de casada era Anne-Marie Lizin (Huy, 5 de enero de 1949-17 de octubre de 2015), fue una profesora y política socialista belga, autora de proposiciones relacionadas con la energía nuclear, la vigilancia privada, la seguridad de las personas y los derechos de los extranjeros.

## Biografía
Alcaldesa de la ciudad de Huy, fue desde 2003 profesora del Instituto de estudios políticos de París, donde enseñaba el funcionamiento de organizaciones internacionales.
En las elecciones generales de Bélgica de 2007, Anne-Marie Lizin encabezó la lista del PS al senado y obtuvo 148 927 votos; quedó por detrás del liberal Louis Michel, pero muy por debajo de los 442 537 votos de Elio Di Rupo, presidente del partido socialista y cabeza de lista del PS al senado desde las elecciones generales de Bélgica de 2003. Tras la derrota socialista en las elecciones, cedió la presidencia del senado el 12 de julio de 2007 al liberal Armand De Decker.
El 3 de diciembre de 2008, sufrió un ataque cardíaco en Helsinki, donde participaba en un encuentro de la OSCE, en el que asumía la vicepresidencia de la asamblea. Tuvo varias críticas por presunta corrupción o abuso de poder y el 27 de enero de 2009 fue expulsada del PS. 

### Ámbito político
- Concejal de Ben-Ahin
- Diputada europea
- Secretaria de Estado del gobierno belga (1988-1992)
- Representante del Consejo de ministros de la Comunidad económica europea.
- Diputada de 1991 a 1995
- Miembro de la OSCE.
- Senadora desde 1995
- Presidenta del Senado belga de julio de 2004 a julio de 2007
- Alcaldesa de la ciudad de Huy desde 1983.
- Gestora del Senado, del 12 de julio de 2007 al 29 de enero de 2009.

### Feminista
Fundadora de una asociación sin ánimo de lucro llamada Terre des Femmes (Tierra de mujeres), Anne-Marie Lizin promovió la extensión del asilo político a las víctimas de persecuciones por razones de género. Anne-Marie Lizin asumió la presidencia de Mujeres Francófonas de 1996 a 2002, y también la comisión de la presidencia de la organización en la Comisión Valona. Fue cofundadora de la asociación Atlanta+, que milita por el respeto de la carta olímpica con respecto a mujeres atletas (quitar el velo, por ejemplo).

## Fallecimiento
Lizin fue hospitalizada en París el 7 de octubre de 2015. Pocos días después de haber sido dada de alta del hospital falleció en el Hotel Fort, en Huy, Bélgica, el 17 de octubre de 2015 a los 66 años.

## Distinciones y membresías
- Legión de honor, 2005[5]
- Masonería de Bélgica.[6]

## Obra
- 1982 La sécurité nucléaire (Institut Emile Vandervelde)
- 1982 Dix femmes qui ont marqué leur époque (Éd. Labor)
- 1983 Femmes d’Europe et du Tiers Monde, quelle solidarité (Éd. Nathan Labor)
- 1987 La gauche face aux illusions néo-libérales (Éd. Labor)
- 1987 Emilienne Brunfaut (archives de Wallonie)
- 1990 Demain la sociale démocratie, Préface de Willy Brandt (Éd. Labor)
- 1997 Femmes, paix et développement en Méditerranée (Éd. Luc Pire), en langue française et traduit en langue árabe
- 2001 Objectif égalité – entretien (Éd. Luc Pire)
- 2004 Au-delà du voile (Éd. Luc Pire)
- 2006 Gazprom (Éd. Luc Pire)
- 2007 Kosovo, l'inévitable indépendance (Éd. Luc Pire)
- 2008 Mission Guantanao: les négociations secrètes pour vider la prison (Éd. Perrin)